# Iran op het Türkvizyonsongfestival
Iran neemt sinds de tweede editie in 2014 deel aan het Türkvizyonsongfestival. Het land heeft in totaal 2 keer deelgenomen aan het festival.

## Geschiedenis

### 2014
In 2014 maakte de Iraanse omroep bekend te zullen deelnemen aan het Türkvizyonsongfestival namens Iran. De omroep selecteerde de groep Barış om Iran te vertegenwoordigen tijdens hun debuut. De band deed dit met het Azerbeidzjaanse lied Heydar baba.
De tweede editie van het festival vond plaats in Kazan in de Russische deelrepubliek Tatarije. In de halve finale kwam Iran als negende aan de beurt, na Oekraïne en voor Kabardië-Balkarië & Karatsjaj-Tsjerkessië. Met 178 punten eindigde de groep op de achtste plaats en kwalificeerde Iran zich ruimschoots voor de finale. Daarin trad het land als vijfde aan. Iran kreeg ditmaal 167 punten, wat neerkwam op een dertiende plaats op vijftien deelnemers.
Na hun deelname aan het festival kwam de groep in opspraak. Uiteindelijk werd de groep verboden om concerten te geven in Iran aangezien geacht werd dat hun deelname aan het Türkvizyonsongfestival het panturkisme zou bevorderen.

### 2015
Ook in 2015 nam Iran deel aan het festival. Er werd opnieuw intern een kandidaat aangeduid om het land te vertegenwoordigen. Reza Esbilani werd uitgekozen. Voor het eerst was er geen halve finale op het Türkvizyonsongfestival, maar traden alle 21 deelnemers aan in één grote finale. Iran kwam als negende aan de beurt na de inzending van Irak en voor de inzending van Kazachstan. Ook ditmaal scheerde de Iraanse inzending geen hoge toppen: Esbilani eindigde 19de op 21 deelnemers.
Sindsdien is het land niet meer verschenen op het festival.

## Iraanse deelnames
| Jaar | Artiest       | Titel       | Fin. | Ptn. | Semi | Ptn. | Taal           |
| ---- | ------------- | ----------- | ---- | ---- | ---- | ---- | -------------- |
| 2014 | Barış         | Heydar baba | 13   | 167  | 8    | 178  | Azerbeidzjaans |
| 2015 | Reza Esbilani | Mənim arzum | 19   | 131  |      |      | Azerbeidzjaans |

| Kleur | Betekenis      |
| ----- | -------------- |
|       | Eerste plaats  |
|       | Tweede plaats  |
|       | Derde plaats   |
|       | Laatste plaats |
|       | Gastland       |